# Fantastic Star (альбом Марка Алмонда)
Fantastic Star — девятый студийный альбом британского певца Марка Алмонда. Он был выпущен в 1996 году и достиг 54 позиции в UK Albums Chart. С него вышли синглы «Adored and Explored», «The Idol», «Child Star» и двойной сингл «Brilliant Creatures» / «Out There». Альбом стал последней большой работой Алмонда на крупном лейбле до выхода альбома Stardom Road в 2007 году. 
В сопровождении студийных музыкантов и сотрудников, в частности гитариста Нила Икс и Джона Коксона, Алмонд записывал песни для альбома в течение нескольких лет. Это произошло из-за смены звукозаписывающей компании, а также из-за профессиональных и личных трудностей. Он был записан в Red Bus Studios, Лондон, The Stereo Society, Нью-Йорк, Skyline, Нью-Йорк, и GCHQ, Лондон. Получив смешанные и положительные отзывы, альбом был выпущен на компакт-диске и кассете в феврале 1996 года. Обложку разработала компания 950 Fahrenheit, а обложку сделал Майк Оуэн.
| Оценки критиков                   | Оценки критиков |
| Источник                          | Оценка          |
| --------------------------------- | --------------- |
| AllMusic                          | [ 3 ]           |
| The Encyclopedia of Popular Music | [ 4 ]           |

Первый сингл с альбома "Adored and Explored" (ремикс от Beatmasters) достиг 25-го места в британском чарте синглов в мае 1995 года. Несмотря на радио-джингл-версию для самого рейтингового на тот момент шоу Криса Эванса Radio 1 Breakfast Show, второй сингл "The Idol" едва не попал в топ-40 Великобритании, остановившись на 44-м месте в июле 1995 года. В декабре 1995 года вышел третий сингл "Child Star", который едва не попал в топ-40 и остановился на 41-м месте. Незадолго до выхода альбома в феврале 1996 года был выпущен еще один двойной сингл "Brilliant Creatures"/"Out There", занявший 76 место.

## История создания альбома
Первоначально альбом планировалось выпустить на лейбле WEA UK (которая выпустила предыдущий альбом Марка Tenement Symphony в 1991 году), продюсером должен был стать бывший продюсер Soft Cell Майк Торн. Рабочим названием альбома было Urban Velvet, отражающее слияние глэма и электроники. Однако менеджер Алмонда Стево Пирс перевел проект на Phonogram Records, которые решили привлечь к проекту новых продюсеров и авторов ремиксов и даже добавили новые песни в исходный список треков. Мартин Уэр, а также группа Beatmasters и другие артисты переработали или создали новые песни, к разной степени удовлетворённости или недовольства самого Марка Алмонда, и этот альбом оказался последним, который певец выпустил на крупном лейбле за более чем десять лет. Во время записи этого альбома у Алмонда были проблемы с наркотической зависимостью, о чем он подробно написал в своей автобиографии «Порочная жизнь».

## Новая авторская версия альбома
Альбом был переиздан в Великобритании ко Дню музыкального магазина 22 апреля 2023 года. Альбом стал впервые доступен на виниле и выпущен на двух пластинках. Альбом был переиздан с подзаголовком «Новая авторская версия» (The Artist's Cut), поскольку Алмонд сам пересмотрел все треки, включая те, которые не вошли в альбом в то время, но позже появились как би-сайды синглов. Две песни, вошедшие в оригинальный компакт-диск, были убраны: «The Idol Part 2 All Gods Fall» и «Shining Brightly», поскольку, по мнению Алмонда, «никогда не принадлежали» альбому. На смену им пришли "The User", "Christmas in Vegas" и "My Guardian Angel". Алмонд также выбрал новую иллюстрацию, выбрав свой любимый снимок из фотосессии модного фотографа Занны в 1995 году. Релиз был предварительно отремастерен для издания на 180-граммовом виниле в студии Abbey Road Studios и вышел с двумя полностью запечатанными внутренними конвертами с текстами песен и новым дизайном.

## Список композиций
Все песни написаны Марком Алмондом и Нилом Уитмором (Нилом Икс), если не указано иное.
| No. | Title                                        | Writer(s)                              | Length |
| --- | -------------------------------------------- | -------------------------------------- | ------ |
| 1.  | "Caged"                                      |                                        | 5:38   |
| 2.  | "Out There"                                  | Марк Алмонд                            | 5:37   |
| 3.  | "We Need Jealousy"                           | Марк Алмонд, Стив Наив                 | 4:07   |
| 4.  | "The Idol (Parts 1 & 2 All Gods Fall)"       |                                        | 9:03   |
| 5.  | "Baby Night Eyes"                            | Марк Алмонд, Стив Наив                 | 3:39   |
| 6.  | "Adored and Explored"                        | Марк Алмонд, Джон Коксон               | 3:53   |
| 7.  | "Child Star"                                 |                                        | 4:04   |
| 8.  | "Looking for Love (In All the Wrong Places)" | Марк Алмонд                            | 5:43   |
| 9.  | "Addicted"                                   | Марк Алмонд, Джон Коксон               | 4:07   |
| 10. | "The Edge of Heartbreak"                     | Марк Алмонд, Джон Коксон               | 4:49   |
| 11. | "Love to Die For"                            | Марк Алмонд                            | 4:02   |
| 12. | "Betrayed"                                   | Марк Алмонд, Джон Коксон               | 3:20   |
| 13. | "On the Prowl"                               |                                        | 3:53   |
| 14. | "Come in Sweet Assassin"                     | Марк Алмонд                            | 4:59   |
| 15. | "Brilliant Creatures"                        |                                        | 5:28   |
| 16. | "Shining Brightly"                           | Марк Алмонд, Джейн Роллинк, Кевин Уайт | 4:31   |

## Участники записи
- Марк Алмонд — вокал, синтезатор, бэк-вокал
- Нил Икс — гитара
- Рик Шаффер — гитара
- Крис Спеддинг — гитара
- Мартин Уэр — клавишные
- Би Джей Нельсон, Бетти, Morton Street Local 10014 — бэк-вокал
- Дэвид Йохансен — губная гармошка в композициях «We Need Jealousy», «Adored and Explored» и «Love to Die For».
- Джон Кейл — фортепиано в песне «Love to Die For»
- Энди Росс — гитара в «The Edge of Heartbreak»
- Джереми Стейси — перкуссия в «The Edge of Heartbreak»
- Мэнди Драммонд, Крис Питсиллидес — альт в «The Edge of Heartbreak»
- Энн Стивенсон, Джини Болл, Джонни Тейлор — скрипка в «The Edge of Heartbreak»